# Nalzen
Nalzen – miejscowość i gmina we Francji, w regionie Oksytania, w departamencie Ariège.
Według danych na rok 2010 gminę zamieszkiwały 124 osoby, a gęstość zaludnienia wynosiła 22 osób/km².